# Supporterklubben Getingarna
Supporterklubben Getingarna, Getingarna, är BK Häckens officiella supporterklubb. Ordförande 2023 är Johannes Jensen.
Till klubbens verksamhet hör bland annat att anordna resor till bortamatcherna, tävlingar och uppladdningar inför hemmamatcherna. 
Klubben har lokalavdelningar runt om i landet, exempelvis i Stockholm och Skåne.
Getingarna grundades år 2001 ur den då insomnade föreningen Getingen (som hade bildats 1968) och har allt sedan dess verkat för gott supporterskap och god läktarkultur.
När Getingarna startade saknade läktarna mycket av dagens gulsvarta inslag. Hejarklack och kulturen kring den var oansenlig.
Klacken återfinns på Sektion G på Bravida Arena.